# Dysdera silvatica
Dysdera silvatica är en spindelart som beskrevs av Schmidt 1981. Dysdera silvatica ingår i släktet Dysdera och familjen ringögonspindlar.
Artens utbredningsområde är Kanarieöarna. Inga underarter finns listade i Catalogue of Life.